# オウゴ古墳
オウゴ古墳（オウゴこふん）は、滋賀県蒲生郡竜王町薬師にある古墳。形状は方墳。滋賀県指定史跡に指定されている。

## 概要
滋賀県南部、琵琶湖東岸の鏡山丘陵北麓、祖父川支流の湧川の八重谷の谷筋において、尾根斜面を方形に造成したうえで築造された古墳である。南の小道は古代からの主要幹線と推測される。発掘調査は実施されていない。
墳形は方形で、一辺約20メートル・高さ5メートル（南側）・2メートル（北側）を測る。墳丘外表で葺石・埴輪は認められていない。埋葬施設は両袖式の横穴式石室で、南方向に開口する。石室全長約10.5メートルを測る大型石室であり、地域では傑出した石室規模を誇るとして注目される。石室内の副葬品は詳らかでない。
築造時期は、古墳時代後期-終末期の6世紀後半-7世紀初頭頃と推定される。鏡山北麓地域では西方の岩屋古墳（6世紀後半）に続く首長墓として位置づけられ、前方後円墳の岩屋古墳から方墳への変化の動向を示す。また鏡山北麓では6世紀後半から8世紀に須恵器生産が活発化しており、須恵器生産に伴う社会変化を示唆する点でも重要視される古墳になる。
古墳域は2019年（令和元年）に滋賀県指定史跡に指定されている。

## 埋葬施設

石室俯瞰図

石室展開図

埋葬施設としては両袖式横穴式石室が構築されており、南方向に開口する。石室の規模は次の通り。
- 石室全長：約10.5メートル
- 玄室：長さ5.70メートル、幅2.14メートル、現在高さ3.27メートル
- 羨道：長さ約4.80メートル、幅1.45メートル、現在高さ0.90メートル

石室の石材は花崗岩。玄室は、奥壁では高さ2メートルの巨石の鏡石の上に横長の石材の3段積み、側壁では大石の4-6段積み、前壁では3段積みによって構築される。玄室の天井石は3枚。

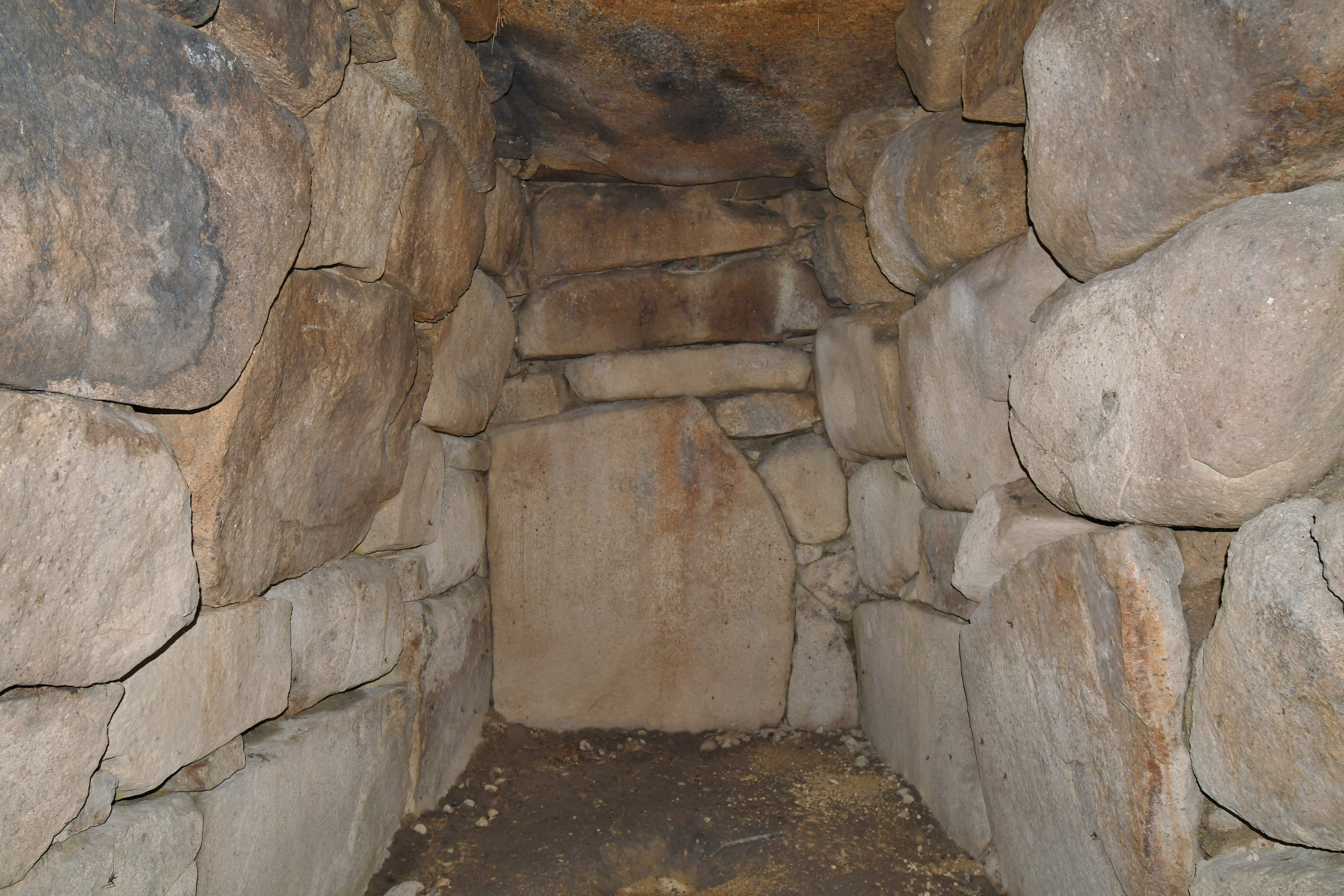
玄室（奥壁方向）
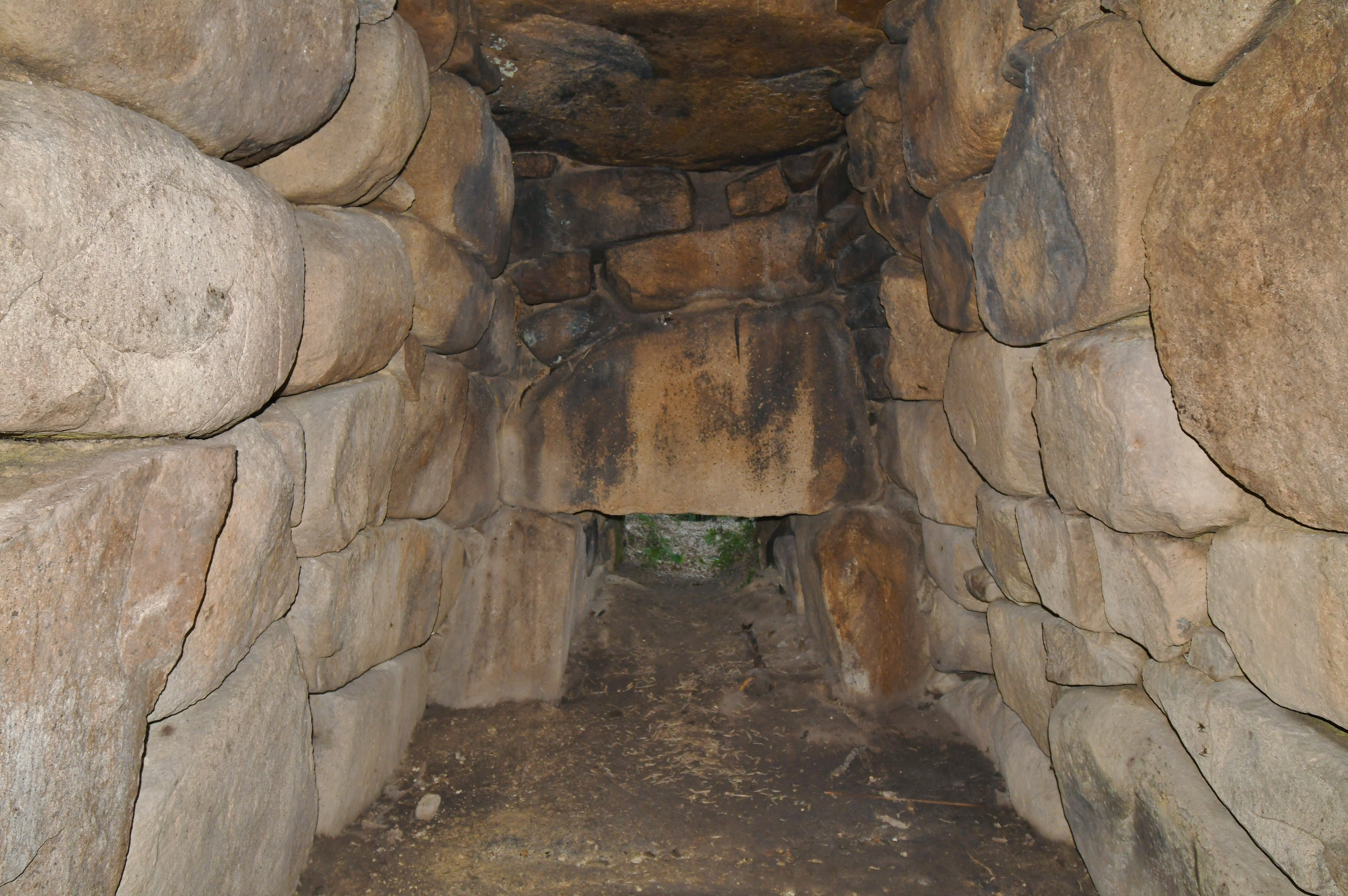
玄室（開口部方向）
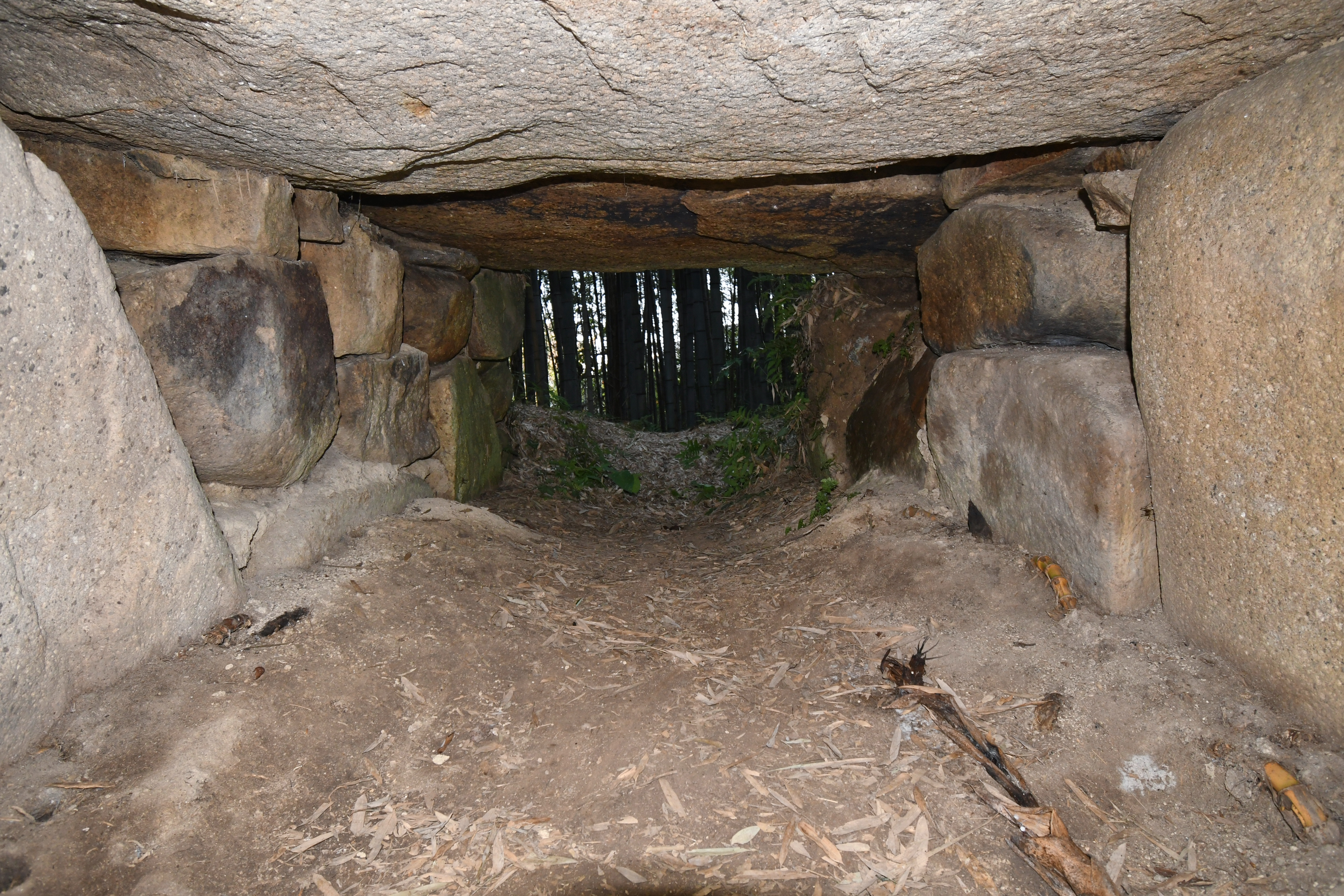
羨道（開口部方向）
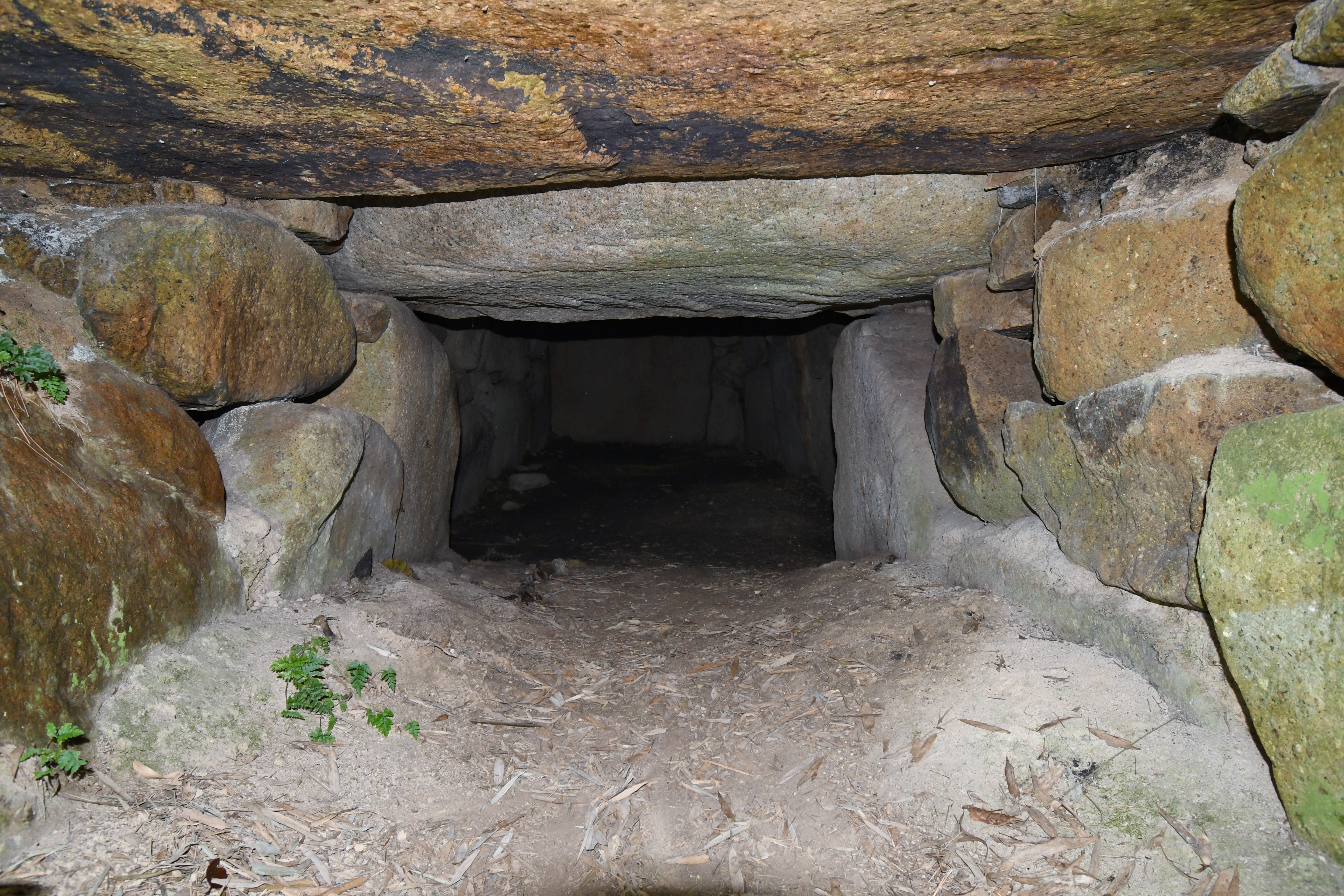
羨道（玄室方向）
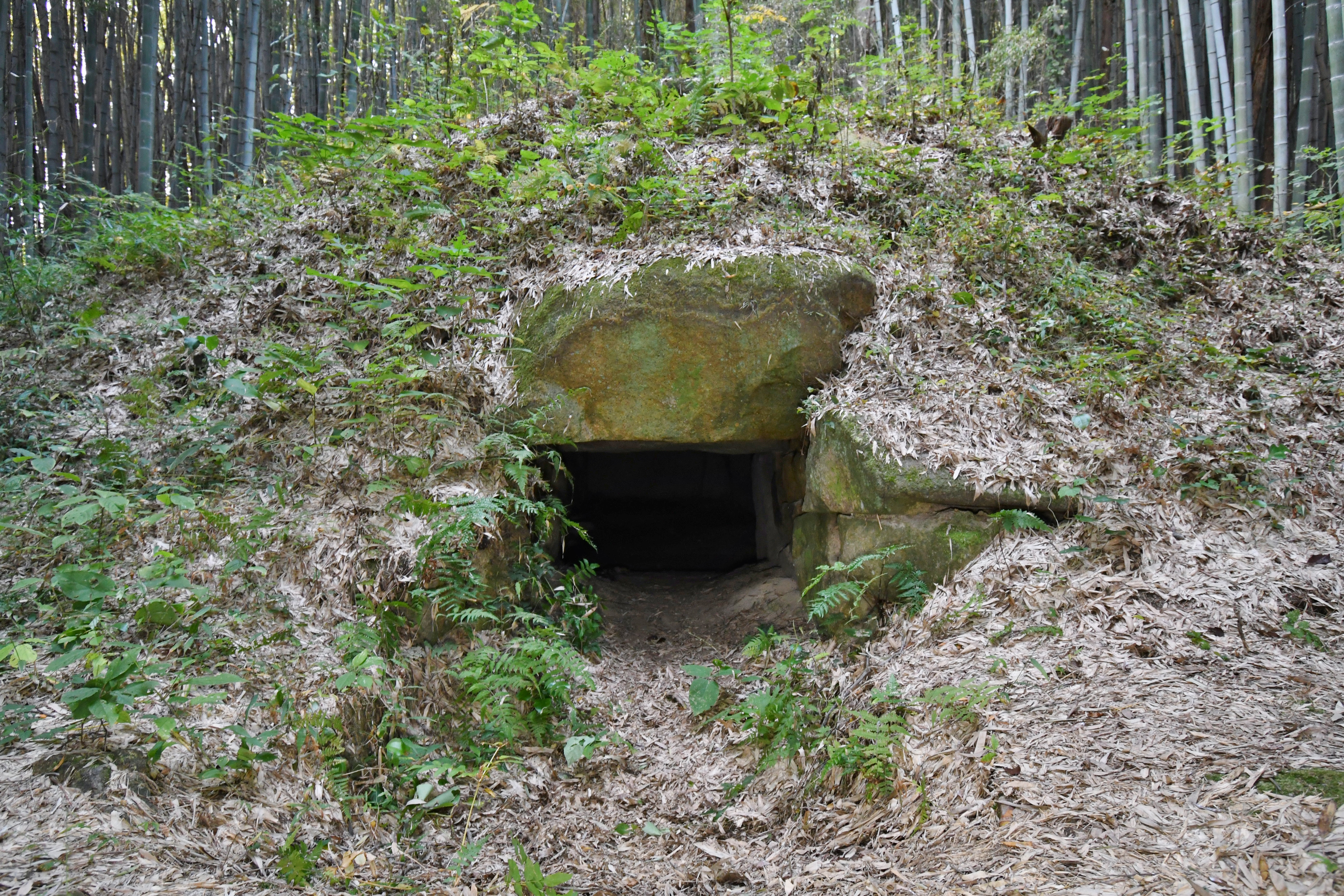
開口部

## 文化財

### 滋賀県指定文化財
- 史跡
  - オウゴ古墳 - 2019年（令和元年）12月24日指定[3]。

## 関連文献
（記事執筆に使用していない関連文献）
- 『竜王町史』 上巻、竜王町、1987年。